# 27 juin
Pour les articles homonymes, voir Vingt-Sept-Juin.
27 mai 27 juillet
Chronologies thématiques
- Croisades
- Ferroviaires
- Sports
- Disney
- Anarchisme
- Catholicisme

Abréviations / Voir aussi
- (° 1852) = né en 1852
- († 1885) = mort en 1885
- a.s. = calendrier julien
- n.s. = calendrier grégorien
- Calendrier
- Calendrier perpétuel
- Liste de calendriers
- Naissances du jour

Le 27 juin est le 178e jour, moins souvent le 179e, de l'année du calendrier grégorien ; il en reste ensuite 187.
Son équivalent était généralement le 9 messidor du calendrier républicain  ou révolutionnaire français, officiellement dénommé jour de l'absinthe (la plante).

## Événements

### Xesiècle
- 992 : seconde bataille de Conquereuil, victoire du comte d'Anjou Foulques III Nerra sur Conan Ier de Bretagne qui y fait partie des victimes (ci-après).

### XIVesiècle
- 1350 : couronnement à Pampelune du roi de Navarre Charles II le Mauvais.
- 1358 : création de la république de Raguse à la suite du traité de Zara.

### XVesiècle
- 1474 : mariage du duc de Bretagne François II et de Marguerite de Foix.

### XVIesiècle
- 1570 : bataille d'Arnay-le-Duc.

### XVIIIesiècle
- 1743 : bataille de Dettingen.
- 1789 : face à la résistance des députés du tiers état, soutenus par le bas clergé et une cinquantaine de nobles, le roi Louis XVI invite les trois ordres à débattre ensemble, l'Assemblée nationale constituante devenant légitime et la Révolution légale.
- 1795 : bataille de Beaulieu-sous-la-Roche, pendant la guerre de Vendée.
- 1795 : bataille d'Argentré et bataille du tumulus Saint-Michel pendant la chouannerie.

### XIXesiècle
- 1856 : la Castiglione devient la maîtresse de Napoléon III.
- 1864 : victoire confédérée à la bataille de Kennesaw Mountain, pendant la guerre de Sécession.
- 1869 : victoire impériale décisive, à la bataille de Hakodate, marquant ainsi la fin de la guerre de Boshin.
- 1894 : début du mandat de président de la République française de Jean Casimir-Perier.

### XXesiècle
- 1905 : début de la mutinerie du cuirassé Potemkine.
- 1940 : depuis Londres, le général de Gaulle est reconnu par Winston Churchill chef des Français libres.
- 1941 : le pogrom de Iași par le régime de Ion Antonescu fait plus de 13 000 morts.
- 1949 : résolution no 71 du Conseil de sécurité des Nations unies, créant la Cour internationale de justice.
- 1950 : résolution no 83 du Conseil de sécurité des Nations unies, consistant en une plainte pour agression contre la république de Corée.
- 1954 : la CIA renverse le président Arbenz, au Guatemala.
- 1973 : coup d'État de Juan María Bordaberry en Uruguay.
- 1977 : indépendance de Djibouti.
- 1981 : 
  - Pen Sovan est nommé Premier ministre du Cambodge.
  - Tentative d'assassinat d'Ali Khamenei, durant le discours de prière à la mosquée Abuzar à Téhéran (Iran).
- 1988 : bataille de Calueque, victoire décisive des Angolo-Cubains sur les Sud-Africains et l'Unita (guerre civile angolaise).
- 1995 : Hamad ben Khalifa Al Thani devient émir du Qatar après avoir mené un coup d'État contre son père.

### XXIesiècle
- 2007 : le Premier ministre du Royaume-Uni Tony Blair cède son poste, ainsi que la tête du Parti travailliste.
- 2011 : résolution no 1990 du Conseil de sécurité des Nations unies, consistant en des rapports du secrétaire général sur le  Soudan.
- 2012 : 
  - résolution no 2052 du Conseil de sécurité des Nations unies (situation au Moyen-Orient).
  - résolution no 2053 du Conseil de sécurité des Nations unies (situation concernant la république démocratique du Congo).
- 2017 : la mission de l'ONU annonce l'achèvement du désarmement total des FARC en Colombie.
- 2019 : au Danemark, la sociale-démocrate Mette Frederiksen devient, à 41 ans, la plus jeune Première ministre du pays[1].
- 2020 : fin d'une élection présidentielle qui a débuté le 25 mai 2020 afin d'élire le président de l'Islande. Le président sortant Guðni Th. Jóhannesson est réélu sans surprise avec plus de 91 % des voix[2].

## Arts, culture et religion
- 1992 : la Chine reconnaît Orgyen Trinley Dorje comme 17e Karmapa[réf. nécessaire] au Tibet, 20 jours après que le 14e dalaï-lama l'a lui-même reconnu comme tel.
- 1997 (et la veille 26 juin) : sortie du premier tome des aventures de Harry Potter Harry Potter à l'école des sorciers tiré à 5 000 exemplaires.
- 2012 : première diffusion en Grande-Bretagne sur l’antenne de la B.B.C. de l’hymne officiel "Survival" conçu par le groupe musical "Muse" pour les J.O. de Londres et leur cérémonie de clôture[3].
- 2019 : Alexandre Kantorow décroche le premier prix de piano du Concours international Tchaïkovski,  pour la première fois un Français depuis la création de l'épreuve en 1958.

## Sciences et techniques
- 1889 : Herminie Cadolle présente le premier soutien-gorge moderne sous le nom de « Bien-être » lors d'une exposition universelle à Paris.
- 1954 : l’URSS est le premier pays à ouvrir une centrale nucléaire celle d'Obninsk pour produire de l’électricité.
- 1967 : le premier guichet automatique bancaire est installé par Barclays à Enfield Town au nord de Londres après avoir développé par De La Rue.
- 1988 : accident ferroviaire en gare de Lyon à Paris 12è.
- 2007 : des recherches confirment l'identité d'une momie retrouvée en 1903 comme étant celle de la reine-pharaon Hatchepsout.
- 2018 : la mission spatiale japonaise Hayabusa 2 atteint l’orbite de l’astéroïde (162173) Ryugu.

## Économie et société
- 1949 : réouverture de la Bourse de Paris après 9 ans de fermeture pour cause de guerre dont occupation étrangère.
- 1956 : le Parlement français adopte le principe d'une vignette automobile à apposer sur son pare-brise de véhicule motorisé au départ en solidarité avec un fonds national destiné aux personnes âgées nécessiteuses[4] (bien avant les lundis de Pentecôtes devenus en partie ouvrables pour peu ou prou la même raison après une canicule particulièrement virulente en 2003).
- 1964 : création en France de l'O.R.T.F. (Office de radiodiffusion télévision française) regroupant le service public de l'audiovisuel radiophonique et télévisuel.
- 1980 : tragédie à Ustica.
- 1985 : la mythique route 66 des États-Unis d'Amérique est officiellement déclassée.
- 2008 : Bill Gates quitte Microsoft pour se consacrer à une fondation humanitaire qu'il a fondée également.
- 2023 : en France, à Nanterre, un policier tue Nahel Merzouk, un Franco-Algérien de 17 ans ; s'ensuivent plusieurs nuits d'émeutes en France, ainsi qu'à Bruxelles et à Lausanne[5],[6].

## Naissances

### XVesiècle
- 1462 : Louis XII, roi de France de 1498 à sa mort († 1er janvier 1515).

### XVIesiècle
- 1550 : Charles IX, roi de France de 1560 à sa mort († 30 mai 1574).

### XVIIIesiècle
- 1717 : Louis-Guillaume Le Monnier, botaniste français († 7 septembre 1799).
- 1740 : John Latham, médecin, naturaliste et écrivain britannique († 4 février 1837).

### XIXesiècle
- 1811 : Pelegrí Clavé, peintre romantique espagnol († 13 septembre 1880).
- 1835 : Ottó Herman, scientifique et homme politique hongrois († 27 décembre 1914).
- 1846 : Charles Stewart Parnell, homme politique irlandais († 6 octobre 1891).
- 1869 : Emma Goldman, philosophe politique et militante américaine († 14 mai 1940).
- 1872 : Paul Laurence Dunbar, écrivain américain († 9 février 1906).
- 1877 : Simon Srugi, frère salésien, enseignant, infirmier, vénérable catholique († 27 novembre 1943).
- 1878 : Vajirunhis, prince siamois († 4 janvier 1895).
- 1884 : Gaston Bachelard, philosophe français († 16 octobre 1962).
- 1885 : Pierre Montet, égyptologue français († 18 juin 1966).
- 1887 : Aurélien du Saint-Sacrement, carme déchaux espagnol († 16 novembre 1963).

### XXesiècle
- 1902 : Stanisław Wycech, vétéran polonais de la Première Guerre mondiale († 12 janvier 2008).
- 1905 : Armand Mondou, joueur de hockey sur glace québécois († 13 septembre 1976).
- 1906 : René Château (alias Jean-Pierre Abel), philosophe, militant radical-socialiste et collaborateur français († 5 avril 1970).
- 1907 : John McIntire, acteur américain († 30 janvier 1991).
- 1910 : Pierre Joubert, auteur de bande dessinée français († 13 janvier 2002).
- 1912 : Audrey Christie, actrice américaine († 19 décembre 1989).
- 1913 : Zdeňka Veřmiřovská, gymnaste tchécoslovaque, championne olympique et du monde († 13 mai 1997).
- 1918 : Adolph Kiefer, nageur américain, champion olympique († 5 mai 2017).
- 1919 : John Macquarrie, philosophe et théologien britannique († 28 mai 2007).
- 1920 : Charles-Amarin Brand, prélat français († 31 mars 2013).
- 1921 :
  - Muriel Pavlow, actrice anglaise († 19 janvier 2019).
  - Jacques Robert, journaliste, écrivain, scénariste et dialoguiste français († 11 août 1997).
- 1925 :
  - Claire Bonenfant, militante féministe québécoise († 19 septembre 1996).
  - Jan Burssens, peintre flamand († 11 janvier 2002).
  - Doc Pomus (Jerome Solon Felder dit), compositeur américain († 14 mars 1991).
- 1926 :
  - Gracia Barrios, peintre chilienne († 28 mai 2020).
  - Philippe Nicaud, acteur et chanteur français († 19 avril 2009).
- 1927 : Bob Keeshan (en), acteur et producteur de télévision américain († 23 janvier 2004).
- 1929 : Peter Maas, journaliste et écrivain américain († 23 août 2001).
- 1930 : 
  - Tommy Kono, haltérophile américain, double champion olympique († 24 avril 2016).
  - Ross Perot, homme d'affaires milliardaire américain et homme politique candidat indépendant à l'élection présidentielle américaine de 1992 (presque 19 % des voix) et à celle de 1996 († 9 juillet 2019).
- 1931 :
  - Charles Bronfman, homme d’affaires et philanthrope canadien.
  - Anatoli Iline, footballeur soviétique († 10 février 2016).
  - Mazel (Luc Maezelle), auteur belge de bande dessinée.
  - Magali Noël, actrice et chanteuse française († 23 juin 2015).
  - Ada Rybatchouk, peintre, muraliste, sculptrice et architecte soviétique et ukrainienne († 22 septembre 2010).
- 1935 : Laurent Terzieff, comédien et metteur en scène français († 2 juillet 2010).
- 1936 :
  - Julos Beaucarne (Jules Beaucarne dit), chanteur, comédien, écrivain et sculpteur belge († 18 septembre 2021).
  - Geneviève Fontanel, actrice française († 17 mars 2018).
- 1937 : 
  - Joseph P. Allen, astronaute américain.
  - André Chéret, dessinateur de bande dessinée français surtout connu par "Rahan" de 1969 à 2015 († 5 mars 2020).
- 1938 : Shirley Ann Field, actrice anglaise.
- 1941 :
  - Krzysztof Kieślowski, cinéaste polonais († 13 mars 1996).
  - Jacques Michel, auteur-compositeur et interprète québécois.
- 1942 :
  - Bruce Johnston, musicien, chanteur et compositeur américain du groupe The Beach Boys.
  - Frank Mills, pianiste, compositeur et arrangeur canadien.
  - Jérôme Savary, metteur en scène et fantaisiste français († 4 mars 2013).
- 1943 : Rico Petrocelli (en), joueur de baseball professionnel américain.
- 1944 : 
  - Michel Auger, journaliste québécois spécialisé dans les affaires criminelles.
  - Patrick Sercu, coureur cycliste belge († 19 avril 2019).
- 1945 : Joey Covington, musicien américain, batteur de Hot Tuna et de Jefferson Airplane († 4 juin 2013).
- 1948 : 
  - Marcel Freydefont, scénographe français († 1er juillet 2016).
  - Esther Rochon, romancière canadienne.
- 1949 : Günther Schumacher, coureur cycliste allemand, double champion olympique.
- 1950 : Ben Peterson, lutteur américain, champion olympique.
- 1951 :
  - Sidney M. Gutierrez, astronaute américain.
  - Mary McAleese, femme politique irlandaise, présidente d’Irlande de 1997 à 2011.
  - Corneliu Ion, tireur sportif roumain, champion olympique.
- 1953 : Kem Sokha, homme politique cambodgien.
- 1954 : Aleksandr Melentiev, tireur sportif soviétique, champion olympique († 16 février 2015).
- 1955 :
  - Isabelle Adjani, actrice française.
  - Muriel Montossey, actrice et auteure française.
- 1956 : sultan ben Salman Al Saoud, spationaute saoudien.
- 1959 : Ferdinando Meglio, escrimeur italien, champion olympique.
- 1957 : Gabriella Dorio, athlète italienne, championne olympique du 1500 m.
- 1961 : Amina Mohammed (Amina Jane Mohammed dite), femme politique nigériane et aux Nations unies.
- 1963 : Fernando Lozano, matador hispano-mexicain.
- 1964 :
  - Serge Le Dizet, footballeur et entraîneur français.
  - Marie Sara (Marie Bourseiller dite), rejoneadora française.
  - Bruce Kendall, véliplanchiste néo-zélandais, champion olympique.
- 1965 : Stéphane Paille, footballeur français († 27 juin 2017).
- 1966 : Jeffrey Jacob Abrams, cinéaste américain.
- 1967 : 
  - Sylvie Fréchette, nageuse québécoise.
  - Inha Babakova, athlète ukrainienne, championne du monde du saut en hauteur.
- 1968 : 
  - Pascale Bussières, actrice canadienne.
  - Jordi Calafat, navigateur espagnol, champion olympique.
  - Laurent Porchier, rameur d'aviron français, champion olympique.
- 1970 :
  - Régine Cavagnoud, skieuse française († 31 octobre 2001).
  - Jim Edmonds, joueur de baseball américain.
  - Alain Vankenhove, trompettiste de jazz.
- 1974 : 
  - Gwennyn (Gwennyn Louarn dite), auteure-compositrice-interprète rennaise et quimpéroise en langues bretonne, française et anglaise.
  - Stéphanie d'Oustrac, mezzo-soprano rennaise et française d'origine aveyronnaise.
- 1975 : Tobey Maguire, acteur américain.
- 1976 : Leigh Nash, chanteuse américaine.
- 1977 : Raúl González, footballeur espagnol.
- 1979 : Benoît Poher, chanteur français du groupe Kyo.
- 1981 : Paul Salomone, dessinateur de bande dessinée français.
- 1983 : Jim Johnson, lanceur de baseball américain.
- 1984 : Khloé Kardashian, personnalité de télévision américaine.
- 1985 :
  - Svetlana Kuznetsova (Светлана Александровна Кузнецова), joueuse de tennis russe.
  - Nico Rosberg, pilote de F1 allemand.
- 1986 :
  - Drake Bell, acteur, chanteur et compositeur américain.
  - Evgeniya Belyakova (Евгения Александровна Белякова), basketteuse russe.
- 1987 : 
  - Aurore Climence, judokate française.
  - Ed Westwick, acteur britannique.
- 1988 : Alanna Masterson, actrice américaine.
- 1989 : Matthew Lewis, acteur anglais
- 1995 : Kamel (Kameto) Kebir, entrepreneur et vidéaste web français
- 1996 : 
  - Lauren Jauregui, chanteuse américaine.
  - Héloïse Martin, actrice française.
- 1997 :
  - Darel Poirier, basketteur français.
  - Hanene Salaouandji, lutteuse algérienne.
  - H.E.R. (Gabriella Wilson dite), chanteuse américaine.
- 1998 : Jean-Ricner Bellegarde, footballeur français.
- 1999 : 
  - Omar Hani, footballeur jordanien.
  - Chandler Riggs, acteur américain.

## Décès

### Xesiècle
- 992 : Conan Ier dit le Tort, comte de Rennes à partir de 970 puis duc de Bretagne et comte de Nantes de 990 à sa mort lors de la bataille de Conquereuil ci-avant (° à une date inconnue).

### XVesiècle
- 1493 : Jean Langlois, prêtre français (° à une date inconnue).
- 1497 : 
  - Michael An Gof et
  - Thomas Flamank, chefs du premier soulèvement cornique (° à des dates inconnues).

### XVIIesiècle
- 1649 : Paolo Antonio Barbieri, peintre italien (° 16 mai 1603).
- 1671 : Marguerite Tiste, brûlée à Mons (° 16 mai 1648).

### XVIIIesiècle
- 1794 : 
  - Anne Claude Louise d'Arpajon, aristoctate française (° 4 mars 1729)
  - Simon-Nicolas-Henri Linguet, avocat français (° 14 juillet 1736).
- 1800 : Théophile Malo Corret de la Tour d'Auvergne, militaire français (° 23 novembre 1743).

### XIXesiècle
- 1815 : Jean-Baptiste Girard, militaire français (° 21 février 1775).
- 1816 : Domenico Agostino Vandelli, naturaliste italien (° 8 juillet 1735).
- 1831 : Marie-Sophie Germain, mathématicienne française (° 1er avril 1776).
- 1844 : Joseph Smith, dirigeant religieux américain (° 23 décembre 1805).
- 1848 : Denys Affre, prélat français (° 27 septembre 1793).
- 1876 : Christian Gottfried Ehrenberg, naturaliste et zoologiste allemand (° 19 avril 1795).
- 1883 : William Spottiswoode, mathématicien britannique (° 11 janvier 1825).

### XXesiècle
- 1913 : Philip Lutley Sclater, juriste et zoologiste britannique (° 4 novembre 1829).
- 1920 : Adolphe-Basile Routhier, écrivain, critique littéraire et juge québécois (° 8 mai 1839).
- 1922 : Oliborio Mateo, chef de rebelles dominicain (° 1874).
- 1936 : Antonio Locatelli, artiste, militaire et homme politique italien (° 17 avril 1895).
- 1947 : Léon-Alexandre Blanchot, sculpteur et illustrateur français (° 25 novembre 1868).
- 1951 : Edmond-Marie Poullain, peintre français (° 24 janvier 1878).
- 1957 : Malcolm Lowry, écrivain britannique (° 28 juillet 1909).
- 1960 : Pierre Monatte, syndicaliste anarchiste français (° 15 janvier 1881).
- 1970 : Pierre Mac Orlan, écrivain français, doyen d'âge de l'Académie Goncourt (° 26 février 1882).
- 1976 : Albert Dubout, dessinateur humoriste et peintre français (° 15 mai 1905).
- 1978 : Josette Day, actrice française (° 31 juillet 1914).
- 1993 : Layla Al-Attar, artiste peintre irakienne (° 7 mai 1944).
- 1996 : 
  - Raymond Badiou, homme politique français (° 14 août 1905).
  - Albert Broccoli, producteur américain (° 5 avril 1909).
- 1997 : Jean-Baptiste Brunon, prélat français (° 28 août 1913).
- 1998 : 
  - Pierre Boutang, philosophe, poète et traducteur français (° 20 septembre 1916).
  - Gilles Rocheleau, homme politique québécois (° 28 août 1935).
  - Joyce Wieland, peintre et réalisatrice canadienne (° 30 juin 1931).
  - Zheng Zuoxin, ornithologue chinois (° 18 novembre 1906).
- 1999 : 
  - Jean Durtal, poétesse, romancière, journaliste et femmes de lettres française (° 16 février 1905).
  - Einar Englund, compositeur finlandais (° 17 juin 1916).
  - Marion Motley, joueur américain de football américain (° 5 juin 1920).
  - Yeóryos Papadópoulos (Γεώργιος Παπαδόπουλος), militaire et homme politique grec, auteur du coup d'État de 1967 (° 5 mai 1919).
  - Bobs Watson, acteur américain (° 16 novembre 1930).
- 2000 : 
  - Larry Kelley, joueur de foot U.S américain (° 30 mai 1915).
  - Pierre Pflimlin, homme politique français, président du Conseil de mai à juin 1958, plusieurs fois ministre et président du Parlement européen de 1984 à 1987 (° 5 février 1907).
  - Krishnā Riboud, chercheuse et historienne franco-indienne (° 12 octobre 1926).
  - Tobin Rote, joueur de foot U.S américain (° 18 janvier 1928).

### XXIesiècle
- 2001 : 
  - Maurice Estève, peintre français (° 2 mai 1904).
  - Tove Jansson, écrivaine, peintre, illustratrice et dessinatrice de bandes dessinées finlandaises (° 9 août 1914).
  - Jack Lemmon, acteur américain (° 8 février 1925).
  - Joan Sims, actrice et chanteuse britannique (° 9 mai 1930).
  - Jukka Wuolio, hockeyeur sur glace finlandais (° 5 mars 1927).
- 2002 : 
  - John Entwistle, musicien britannique, bassiste du groupe The Who (° 9 octobre 1944).
  - Russ Freeman, pianiste et compositeur américain (° 28 mai 1926).
- 2003 : 
  - Carl Bernadotte, prince suédois (° 10 janvier 1911).
  - David Newman, scénariste américain (° 4 février 1937).
- 2004 : Jean Graczyk, cycliste sur route français (° 26 mai 1933).
- 2005 : 
  - Asad Hamza, érudit musulman, juge et homme politique yéménite (° 1918).
  - Domino Harvey, chasseuse de primes américaine (° 7 août 1969).
- 2006 : 
  - Charles Cornet d'Elzius, homme politique belge (° 24 mai 1922).
  - Ángel Maturino Reséndiz, tueur en série mexicain (° 1er août 1959).
  - Germaine Mounier, pianiste et pédagogue française (° 7 février 1920).
- 2007 : Ashraf Marwan, homme d'affaires égyptien (° 2 février 1944).
- 2008 :
  - Valdo Cilli, chanteur français d'origine italienne (° 15 août 1950).
  - Raymond Lefèvre, musicien français (° 20 novembre 1929).
- 2009 : Gale Storm, chanteuse et actrice américaine (° 5 avril 1922).
- 2012 : Guilda (Jean Guida de Mortellaro dit), artiste travesti d'origine française (° 21 janvier 1924).
- 2013 : Alain Mimoun, athlète français (° 1er janvier 1921).
- 2014 :
  - Leslie Manigat, homme politique, président d'Haïti en 1988 (° 16 août 1930).
  - Rachid Solh (رشيد الصلح), homme politique libanais, Premier ministre du Liban de 1974 à 1975 puis en 1992 (° 22 juin 1926).
  - Bobby Womack, musicien américain (° 4 mars 1944).
- 2016 : 
  - Bertrand Frélaut, historien français (° 25 mai 1946).
  - Pelle Gudmundsen-Holmgreen, compositeur danois (° 21 novembre 1932).
  - Harry Halbreich, musicologue belge (° 9 février 1931).
  - Aharon Ipalé, acteur américano-israélo-marocain (° 27 décembre 1941).
  - Simon Ramo, scientifique et ingénieur américain (° 7 mai 1913).
  - Oh Se-jong, patineur de vitesse sud-coréen (° 9 octobre 1982).
  - Bud Spencer, acteur, scénariste et producteur italien (° 31 octobre 1929).
  - Silvia Tennenbaum, écrivaine allemande (° 10 mars 1928).
  - Alvin Toffler, écrivain, sociologue et futurologue américain (° 4 octobre 1928).
- 2017 : 
  - Geri Allen, pianiste de jazz américaine (° 12 juin 1957).
  - Dušan T. Bataković, historien et diplomate yougoslave puis serbe (° 23 avril 1957).
  - Peter L. Berger, sociologue et théologien américain (° 17 mars 1929).
  - Michael Bond, auteur pour la jeunesse britannique (° 13 janvier 1926).
  - Pierre Combescot, journaliste et écrivain français (° 9 janvier 1940).
  - Paolo Limiti, auteur-compositeur italien (° 8 mai 1940).
  - Michael Nyqvist, acteur suédois (° 8 novembre 1960).
  - Stéphane Paille, footballeur français (° 27 juin 1965).
  - Valentín Pimstein, producteur chilien (° 9 août 1925).
  - Ric Suggitt, entraîneur  de rugby à XV canadien (° 30 octobre 1958).
  - Suh Yun-bok, athlète de fond sud-coréen (° 9 janvier 1923).
  - Moustapha Tlass, militaire, homme politique et écrivain syrien (° 11 mai 1932).
- 2018 : « Joe » Jackson (Joseph Walter Jackson dit), directeur artistique américain et patriarche des artistes de la famille Jackson (° 26 juillet 1928).
- 2021 : 
  - Silvano Bertini, boxeur italien (° 27 mars 1940).
  - Jean-Claude Dionne, géographe et géomorphologue canadien (° 3 janvier 1935).
  - Kolbein Falkeid, poète norvégien (° 19 novembre 1933).
  - Philippe Foriel-Destezet, homme d'affaires et milliardaire français (° 12 septembre 1935).
- 2022 : 
  - Fina García Marruz, poétesse et essayiste cubaine (° 28 avril 1923).
  - Marcel Mathys, sculpteur suisse (° 21 février 1933).
  - Jean-Hervé Stiévenart, athlète de triple-saut français (° 15 octobre 1954).
  - Joe Turkel, acteur et scénariste américain (° 15 juillet 1927).
  - Leonardo Del Vecchio, homme d'affaires italien (° 22 mai 1935).
- 2023 :
  - Marie-Joseph Bissonnier, homme politique français (° 25 décembre 1940).
  - Jacques Bénédé, joueur de rugby à XV français (° 3 mars 1938).

## Célébrations

### Nationales
- Allemagne (Union européenne à zone euro) et christianisme : Siebenschläfertag (de) / « journée des Sept Dormants » commémorant les sept Dormants d'Éphèse.
- Argentine : día del biólogo / « journée du biologiste »)[7].
- Brésil : journée du métis (pt) promouvant depuis 2006 la diversité raciale.
- Canada : journée canadienne du multiculturalisme[8].
- Djibouti (Union africaine) : fête nationale commémorant son indépendance vis-à-vis de la France en 1977.
- États-Unis d'Amérique du Nord : National HIV Testing Day (en) / « journée nationale du test HIV ».
- Venezuela : día del periodista / « journée du journaliste »)[9].

### Religieuses
- Hindouisme : fête du gourou Pooja.[réf. nécessaire]
- Mythologie lettone (en suite du 25 mai).

### Saints des Églises chrétiennes

#### Saints des Églises catholiques et orthodoxes
Référencés ci-après in fine, :
- Angadrême de Renty († vers 695), disciple de saint Ouen de Rouen, première abbesse du couvent de l'Oroër (ou de l'Oratoire ou de Saint-Paul-lez-Beauvais ou Sanctus Paulus Bellovacensis) en Picardie, construit par saint Évroult près de Beauvais ; date locale, fêtée principalement le 14 octobre[12],[13].
- Crescent († vers 100), disciple de saint Paul de Tarse, probable premier missionnaire dans les Gaules et fondateur de l'Église de Vienne en Dauphiné.
- Cyrille d'Alexandrie († 444), patriarche d'Alexandrie, père et docteur de l'Église ; date occidentale, fêté le 9 juin (julien ?) en Orient[14].
- Didier d'Autun († 579) -ou « Désiré » ou « Désert »-, prêtre et reclus à Gourdon en Bourgogne.
- Émilien († 725) -ou « Emiland », « Milland » ou « Æmilianus »-, évêque de Nantes en Bretagne, martyr (à Autun en Bourgogne?) par la main d'envahisseurs musulmans.
- Guddene († 203) -ou « Guddène » ou « Guddenis »-, vierge et martyre à Carthage sous Septime Sévère ; date occidentale, fêtée le 18 juillet en Orient[15].
- Jean de Chinon (VIe siècle) -ou « Jean de Moûtier »-, ermite en Touraine, originaire de  Grande-Bretagne (ou de Bretagne armoricaine ?).
- Jeanne (Ier siècle) dite « la Myrophore », femme de Chouza, l'intendant du roi Hérode, qui aurait participé à l'embaumement du corps du Christ ; fêtée aussi le 24 mai ou le 3 août selon les Églises.
- Pome (IIIe siècle), vierge et moniale à Châlons-en-Champagne, sœur de saint Memmie (de Châlons).
- Samson l'Hospitalier († vers 530), né à Rome d'une famille de rang impérial, prêtre et philanthrope à Constantinople, skévophylax de la Grande Église et thaumaturge, patron des médecins byzantins.
- Zoïle († vers 301) -ou « Zoilus »-, jeune espagnol et ses dix-neuf compagnons, martyrs à Cordoue sous l'empereur Dioclétien.

#### Saints et bienheureux des Églises catholiques
référencés ci-après :
- Ariald de Carimate († 1113), diacre milanais qui étudia à l'université de Paris, martyr jeté dans le lac Majeur.
- Bienvenu de Gubbio († vers 1232), bienheureux franciscain reçu par saint François lui-même dans l'ordre des frères mineurs, moine près de Bovino dans les Pouilles.
- Ferdinand (XIIIe siècle) -ou « Ferdinand d'Aragon » ou « Fernand »-, issu de la famille royale d'Aragon, cinquième évêque de Cajazzo, bénédictin vénéré en Sicile.
- Louise Thérèse de Montaignac († 1885), bienheureuse, fondatrice de la Pieuse Union des Oblates du Sacré-Cœur de Jésus en 1874.
- Marguerite Bays († 1879), bienheureuse laïque, couturière à domicile.
- Maria Pia Mastena († 1951), bienheureuse religieuse italienne et fondatrice d'une congrégation religion.
- Tomasz Toán (pl) († 1840), catéchiste et responsable de  mission, martyr sous l’empereur Minh Mang au Tonkin.

#### Saints orthodoxes?
Outre les saints œcuméniques voire pré-schismatiques ci-avant, aux dates parfois "juliennes" / orientales ...
- Sérapion de Koja  († 1611) -ou « Sérapion du lac de Koja »-, Ta(r)tare de Kazan, converti, disciple de l'ermite Niphonte, fondateur du monastère de la Théophanie en Russie.

### Prénoms du jour
Bonne fête aux Fernand, ses variantes masculines : Fernando, Hernan, Hernando, Hernandez, Hernandes, Fernandez, Fernandes ; et féminines : Fernanda, Fernande, Hernanda, Fernandine et Fernandina (voir les Ferdinand les 30 mai).
Et aussi aux :
- Crescent,
- Cyrille et ses variantes masculines : Ciryl, Cyril, Cyrile et Cyrill ; et féminines : Cyriel, Cyriele, Cyrielle, Cyrilla et Cyrillia (fête majeure les 18 mars).
- Aux Jeanne et ses variantes : Giannina, Gina, Giovanna, Giovannina, Iona, Ionna, Jana, Jane, Janel, Janelle, Janet, Janette, Janice, Janick, Janie, Janik, Janique, Janis, Janna, Janne, Janette, Jannice, Jannick, Jannik, Janny, Jany, Janyce, Janys, Jeanne-Marie, Jeanneton, Jeannette, Jeannick, Jeannie, Jehane, Jehanne, Juana, Juanita et Vanina (voir les 30 mai etc.).
- Aux Meldreg.

## Traditions et superstitions

### Dicton
« Temps de la Saint-Fernand, chaleur et soleil riant. ».

### Astrologie
Signe du zodiaque : 6e jour du signe astrologique du cancer.

## Toponymie
Les noms de plusieurs voies, places, sites ou édifices de pays ou provinces francophones contiennent cette date sous diverses graphies : voir Vingt-Sept-Juin .